# Todd Dunivant
Todd Dunivant (Wheat Ridge, Colorado, 26 de diciembre de 1980) es un futbolista estadounidense. Juega de defensa y su club actual es el Los Angeles Galaxy de la Major League Soccer.

## Trayectoria

### Inicios
Dunivant jugó al fútbol para la Universidad de Stanford entre 1999 y 2002. En su segundo año, fijó un récord para la universidad en asistencias realizadas por un defensa con nueve, y fue incluido en el equipo estelar del Pac-10. Dunivant terminó con seis goles y siete asistencias en su tercer año, y dos goles y once asistencias en su última temporada, además de ser incluido en el primer equipo All-American. Dunivant también jugó varios años para el Boulder Rapids Reserve de la Premier Development League.

### Profesional
Luego de graduarse, Dunivant fue elegido en la primera ronda del SuperDraft de la MLS de 2003 (sexto en la general) por los San Jose Earthquakes. Los Earthquakes tenían disponible la posición de lateral izquierdo de Dunivant debido a la partida de Wade Barrett a Dinamarca. Dunivant fue titular en los treinta partidos del equipo ese año, anotando un gol y entregando seis asistencias y ayudando así a los Quakes a ganar la Copa MLS. Dunivant sufrió una lesión del cuádriceps en la pretemporada de 2004, lo que le trajo problemas a lo largo del año. Solo logró jugar en dieciséis partidos esa temporada. Fue transferido a Los Ángeles entre temporadas en un traspaso que incluyó a cuatro jugadores. Con el Galaxy jugó todos los minutos que jugó el club en esa temporada y ayudó al equipo a ganar la Copa MLS y la U.S. Open Cup. Dunivant eventualmente fue transferido a los New York Red Bulls, en donde jugó 22 partidos en 2006.
Dunivant fue adquirido por el equipo de expansión de la liga, Toronto FC, el 27 de junio de 2007, en un traspaso a cambio de Kevin Goldthwaite. Dunivant jugó 18 partidos con Toronto en su primera temporada, todos como titular. Dunivant regresó al Galaxy el 3 de febrero de 2009 a cambio de una cifra no especificada.

## Clubes
| Club                 | País           | Año         |
| -------------------- | -------------- | ----------- |
| San Jose Earthquakes | Estados Unidos | 2003 - 2004 |
| Los Angeles Galaxy   | Estados Unidos | 2005 - 2006 |
| New York Red Bulls   | Estados Unidos | 2006 - 2007 |
| Toronto FC           | Canadá         | 2007 - 2008 |
| Los Angeles Galaxy   | Estados Unidos | 2009 -      |

## Selección nacional
Dunivant jugó su primer partido para la selección estadounidense el 29 de enero de 2006 en un amistoso frente a Noruega.

## Palmarés

### Campeonatos nacionales
| Título                 | Club                 | País           | Año  |
| ---------------------- | -------------------- | -------------- | ---- |
| MLS                    | San Jose Earthquakes | Estados Unidos | 2003 |
| MLS                    | LA Galaxy            | Estados Unidos | 2005 |
| US Open Cup            | LA Galaxy            | Estados Unidos | 2005 |
| MLS Supporters' Shield | LA Galaxy            | Estados Unidos | 2010 |
| MLS Supporters' Shield | LA Galaxy            | Estados Unidos | 2011 |
| MLS                    | LA Galaxy            | Estados Unidos | 2011 |
| MLS                    | LA Galaxy            | Estados Unidos | 2012 |
| MLS                    | LA Galaxy            | Estados Unidos | 2014 |